# 모지미링 EC
모지미링 이스포르치 클루비(포르투갈어: Mogi Mirim Esporte Clube)는 브라질 상파울루에 있는 모지미링을 연고로 하는 축구 클럽으로, 1932년 2월 1일에 창단되었다. 2025년 현재 캄페오나투 파울리스타 세리 A2에 출전하고 있다.

## 역사
구단은 1932년 2월 1일 창단하였으며, 초기부터 파울리스타 축구 협회가 주관하는 토너먼트에 참가하였다. 1950년대에 들어서 프로화 절차를 거쳤으나, 프로화 초창기에는 매우 어려운 시기를 보냈다. 1980년대 위우종 지 바후스가 새로운 회장으로 추대된 이후, 구단은 캄페오나투 파울리스타 1부 리그로 승격에 성공하였다. 1994년 주리그 2부로 잠시 강등되었으나, 이내 재승격에 성공하였다.
2008년 히바우두가 구단의 회장으로 추대되었다. 2014년 12월 히바우두는 자신의 인스타그램에 모지미링을 매각한다는 글을 게시하였다.

## 역대 감독
| 감독                     | 임기        |
| ------------------------ | ----------- |
| 바당                     | 1990 ~ 1994 |
| 바당                     | 1997 ~ 1998 |
| 주니뉴 폰세카            | 2000        |
| 아지우송 지아스 바치스타 | 2001        |